# 软件开发工具包
软件开发工具包（英語：Software Development Kit, SDK）指一些被软件工程师用于为特定的软件包、软件框架、硬件平台及作業系統等建立应用软件的开发工具之集合。
它或许只是简单的为某个程式語言提供應用程式介面的一些文件，但也可能包括能与某种嵌入式系统通讯的复杂的硬件。一般的工具包括用于调试和其他用途的实用工具。SDK还经常包括示例代码、支持性的技术注解或者其他的为基本参考资料澄清疑点的支持文档。
软件工程师通常从目标系统开发者那里获得软件开发包。为了鼓励开发者使用其系统或者语言，许多SDK是免费提供的。SDK经常可以直接从互联网下载。有时也被作为营销手段。例如：甲产品或许会免费提供构件SDK以鼓励人们使用它，从而会吸引更多人由于能免费为其编程而购买其构件。
SDK可能附带了使其不能在不兼容的许可证下开发软件的许可证。例如一个专有的SDK可能与自由软件开发抵触。而GPL能使SDK与专有软件开发近乎不兼容。LGPL下的SDK则没有这个问题。

## 举例
- Microsoft的DirectX SDK、WDK、Windows SDK
- iOS的iOS软件开发工具包
- Sun Microsystems的Java SDK
- 构件工具包
- Google的Android SDK